# 青い傘
「青い傘」（あおいかさ）は、太田裕美の5枚目のアルバム『12ページの詩集』（1976）の3曲目に収録されている、荒井由実（松任谷由実、ユーミン）作詞・作曲の楽曲。

## 解説
- 荒井由実作詞・作曲／萩田光雄編曲
- 太田裕美にユーミンが提供した曲は、「青い傘」(『12ページの詩集』)、「袋小路」、「ひぐらし」（『心が風邪をひいた日』）の３曲である。「青い傘」以外は松本隆が作詞。
- ユーミン自身セルフカバーはしていないが、2010年の『Surf & Snow in Naeba vol.30』のネットパーティーの企画、セルフカバーライブで本人によって選曲され歌われた。その際に曲を作ったときの思い出なども語られた。
- 2010年の苗場ネットライブでは、ユーミンによって「青い傘」のモチーフが、アルバム『PEARL PIERCE（パール・ピアス）』に収録されている「消息」という曲に結びついていることが語られた。
- 2012年11月21日FMCOCOLOの松任谷由実40周年記念特番でユーミン縁のあるアーティストとしてメッセージを述べた際に、「青い傘」のエピソードを語った。最近ライブで歌い、いい歌だと再認識したこと、とてもいい曲ができたので太田裕美には渡したくないと言ってプロデューサーに「青い傘」を渡してくれた、といった内容だった。
- 最近のライブとは八王子ホテルニューグランドのチャペルコンサートのことで、同ライブの１曲目に「青い傘」が歌われた。

## 収録アルバム
- 12ページの詩集（1976）
- GOLDEN J-POP/THE BEST 太田裕美（1997）
- シンガー・ソングライターからの贈り物 荒井由実作品集「いちご白書」をもう一度/卒業写真（2004）